# Дискреција
Дискреција (лат. discretio, фр. discretion), смотреност и обазривост у говору и понашању, пажљивост, уздржљивост; вођење рачуна о осјетљивости другога; непроливеност, ћутљивост; нахођење, великодушност или увиђавност (побједника).

## Још значења
- Предати се на дискрецију- предати се на милост и немилост,
- А дискресјон, фр. a discretion – према нахођењу, на милост и немилост,
- Дискреционе године – године зрелости, године пунољетности,
- Дискреционо доба- доба у коме неко има право да одлучи којој ће вјероисповјести приступити,
- Дискрециони дани (трговина)- вријеме које се може још чекати од дана када меници дође рок па до њеног слања на протест,
- Дискреционо право (право) – право доношења одлука у законским оквирима по слободној оцјени, против којих нема правног лијека.[1][2]